# Dereń kousa

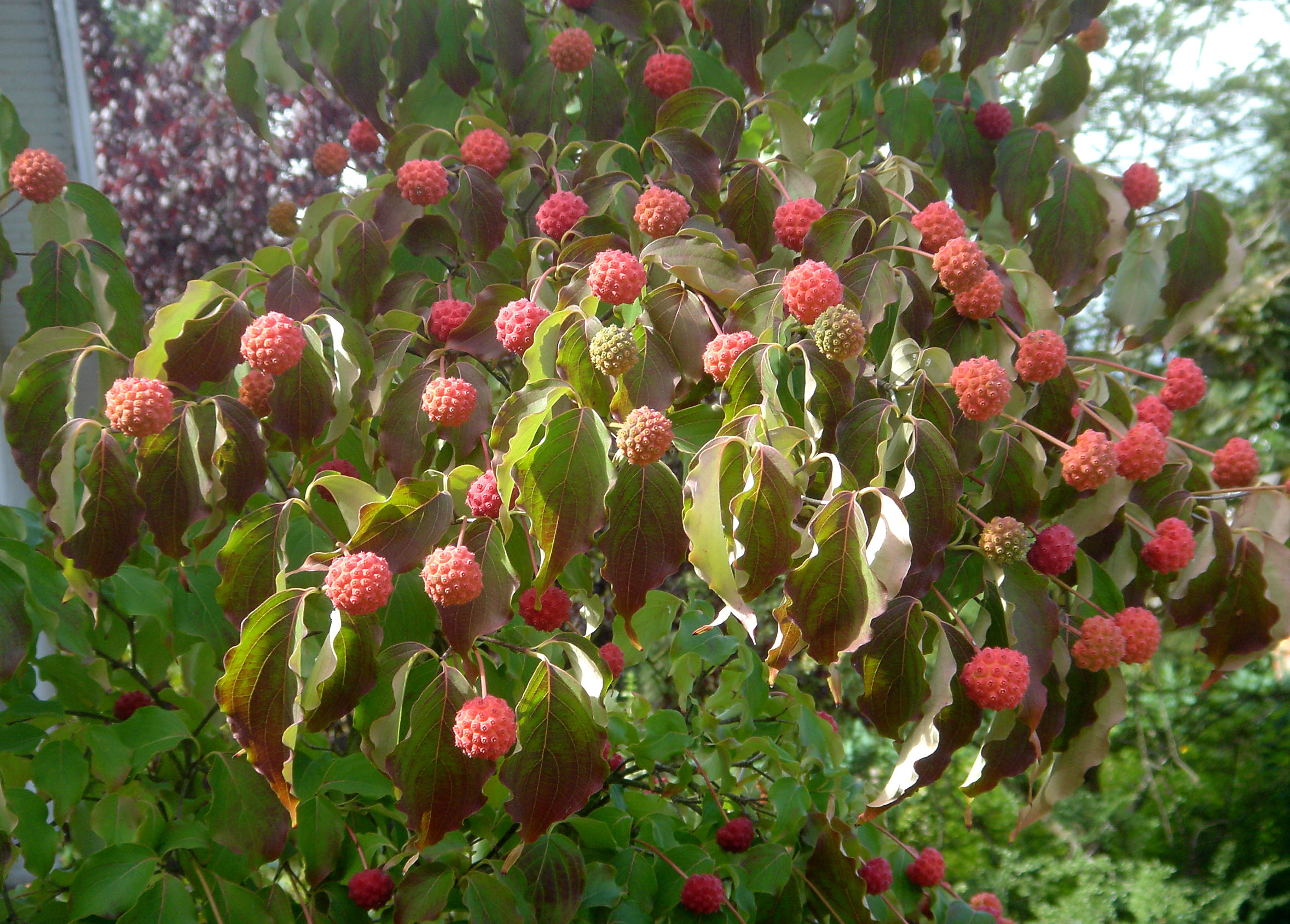
Owocujący krzew

Dereń kousa (Cornus kousa Hance) – gatunek rośliny z rodziny dereniowatych. Pochodzi z Chin, Japonii i Korei. W wielu krajach świata, również w Polsce jest uprawiany jako roślina ozdobna.

## Morfologia
PokrójKrzew lub małe drzewo, o wysokości 4 – 6 m, szerokość korony wynosi ok. 3 – 4 m. Korona jest dość symetryczna, w młodym wieku odwrotnie stożkowata ze względu na silny wzrost wierzchołkowych pędów, natomiast u starych roślin pokrój jest często kulisty.
LiścieSezonowe, nakrzyżlegle, jajowate do eliptycznych. Jesienią wybarwiają się na szkarłatnoczerwono lub pomarańczowo i zostają długo.
KwiatyRozwijają się na przełomie maja i czerwca, około miesiąca później niż u derenia kwiecistego a kwitnienie trwa długo – nawet ponad miesiąc. Mają ozdobne duże i białe podsadki (u odmiany 'Satomi' są różowe). Same kwiaty są małe, niepozorne, barwy zielonkawożółtej.
OwoceDojrzewają jesienią, na długich szypułkach, przybierając barwę czerwoną albo bordową. Są to pestkowce przypominające kształtem owoc zbiorowy maliny. Mają wielkość 2 cm i są smaczne.

## Zmienność
- Ma jedną odmianę Cornus kousa Hance var. chinensis Osborn[4]. Charakteryzuje się ona silniejszym wzrostem i osiąga większą wysokość od typowej formy
- Kultywary: 'China girl', 'Gold star', 'Milky way', 'Norman Haddon', 'Satomi', 'Xanthocarpa'

## Uprawa
Najlepiej rośnie w pełnym słońcu, na żyznej, przepuszczalnej i raczej wilgotnej glebie. Jest dość odporny na mróz (strefy klimatyczne 6-9). Rozmnaża się go z nasion lub przez odkłady. Nie wymaga przycinania, choć cięcie w pierwszych latach wzrostu wzmacnia strukturę korony.